# El retiro (filme)
El retiro (bra: A Aposentadoria) é um filme de comédia dramática argentino de 2019 dirigido por Ricardo Díaz Iacoponi e estrelado por Luis Brandoni e Nancy Dupláa. Foi lançado na Argentina em 5 de setembro de 2019.

## Elenco
- Luis Brandoni como Rodolfo
- Nancy Dupláa como Laura
- Gabriel Goity como Ignacio
- Soledad Silveyra como Aída
- Marcos da Cruz como Diego